# 山本尚 (実業家)
山本 尚（やまもと ひさし、1971年6月25日 - ）は、日本の実業家。株式会社ヒサシヤマモトコーヒー代表取締役。
2006年、長岡京にspecialty coffee Unir（スペシャルティーコーヒーウニール）開業し、スペシャルティーコーヒーを日本に広めた。現在は京都府に3店舗（長岡本店、長岡天神、御幸町）、大阪に1店舗（阪急百貨店）。
カップオブエクセレンス国際審査員として7回参加し、:JBC（ジャパン バリスタ チャンピオンシップ）認定審査員として2010年からヘッドジャッジとして参加する。SCAJ（社団法人 日本スペシャルティコーヒー協会）ローストマスターズ委員としても活躍している。